# Bulg-eun gajok
Bulg-eun gajok (붉은 가족?), noto anche con il titolo internazionale Red Family, è un film del 2013 scritto da Kim Ki-duk e diretto da Lee Ju-hyoung.

## Trama
Una famiglia composta da quattro spie nordcoreane, le quali si fingono rispettivamente nonno, marito, moglie e figlia adolescente, si stabiliscono in un'abitazione della Corea del Sud con lo scopo di uccidere i disertori per conto del loro paese. Dopo essere venuti a contatto con la peculiare ma sincera famiglia di vicini, iniziano tuttavia a riflettere sul reale significato delle loro azioni. Delle quattro spie, solo la ragazza, Min-ji, riuscirà infine a salvarsi e a reincontrare il figlio dei vicini, della quale si era nel frattempo innamorata.

## Distribuzione
In Corea del Sud, la pellicola è stata distribuita a partire dal 6 novembre 2013.